# Punta de Vall d'Ombrenc
La Punta de Vall d'Ombrenc és una muntanya de 433 metres que es troba al municipi de Riba-roja d'Ebre, a la comarca catalana de la Ribera d'Ebre.